# 항공기 정비

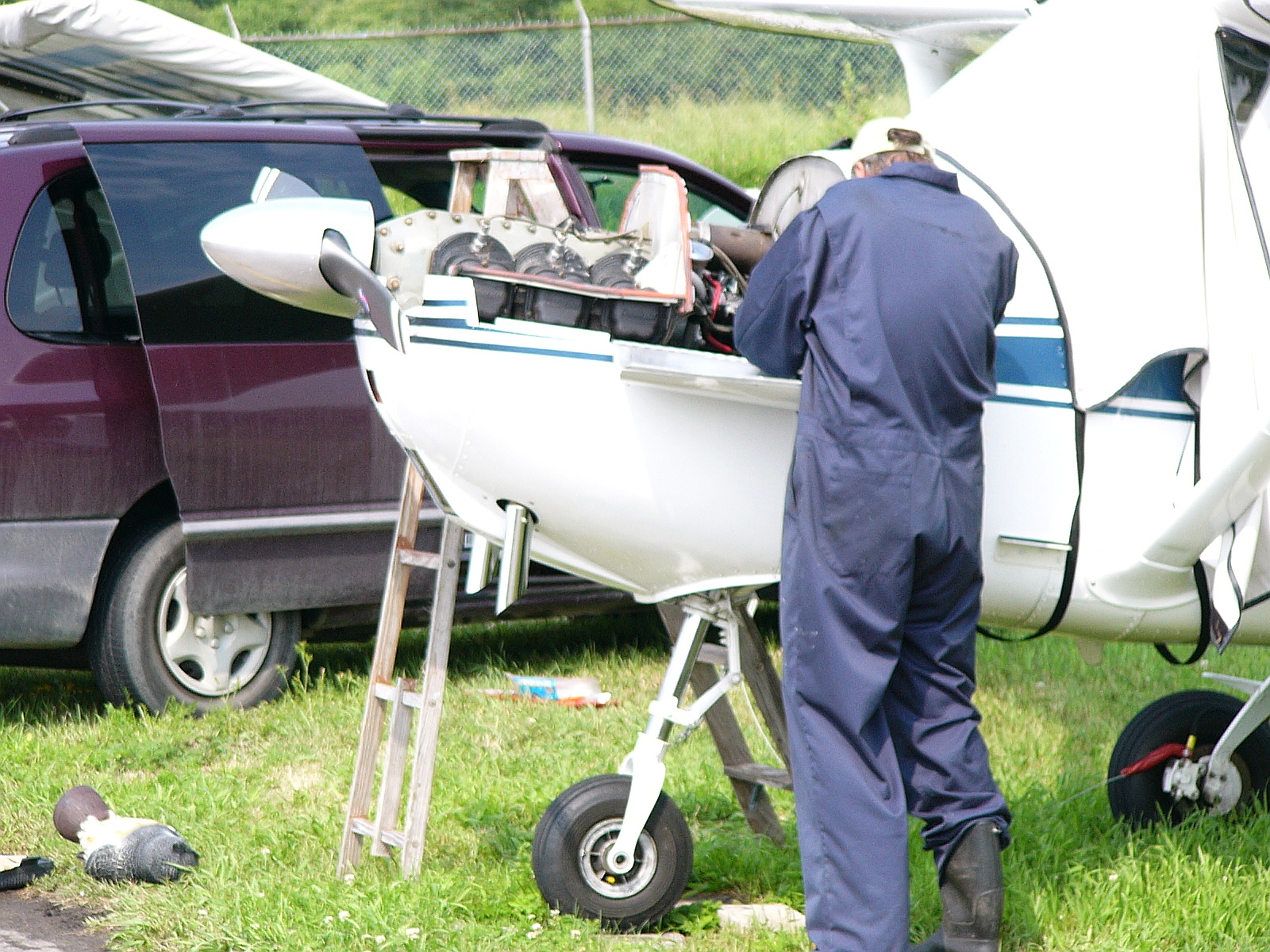

항공기 정비(aircraft maintenance)는 계획된 작전상의 제반요구를 수행하기 위하여, 운용중인 항공기를 사용가능 상태로 유지하거나, 복귀시키기 위한 일련의 활동을 말한다. 이러한 정비활동에는 일상의 정비근무, 고장탐구, 손질, 세척, 검사, 교정, 조절, 제작 등을 포함한다.

## 시한성 기술지시서
시한성 기술지시서(Time Compliance Technical Orders; TCTO)는 미국 공군에 발행하는 문제발생 항목에 대한 일종 수리 지시서이며, 한국 공군에서도 통용되는 지시서라고 할 수 있다.
1. 긴급 시한성기술지시(Immediate Action TCTO): 인명의 치명적/심각한 상해 및 자산의 파괴/손실 예상, 위험상태를 수정할 때까지 항공기 가동 중지
2. 지급 시한성기술지시(Urgent Action TCTO): 인명의 상해 및 자산의 손실, 전투 효율 감소 예상, 제한된 시간 내에 미 수행 시 항공기 가동 중지
3. 보통 시한성기술지시(Routine Action ACTO): 연장 사용에 따른 부정적 영향 예상, 안전에 관련된 TCTO는 감항성에 영향을 줄 수 있으며, 제한된 시간 내에 미 수행 시 항공기 가동 중지

## 같이 보기
- 정비, 수리, 작동 (Maintenance, repair, and operations)